# Alumoedtollita
L'alumoedtollita és un mineral de la classe dels fosfats.

## Característiques
L'alumoedtollita és un arsenat de fórmula química K₂NaCu₅AlO₂(AsO₄)₄. Es tracta d'una espècie aprovada com a espècie vàlida per l'Associació Mineralògica Internacional pendent de publicació. És l'anàleg amb alumini de l'edtollita. Cristal·litza en el sistema triclínic.
L'exemplar que va servir per a determinar l'espècie, el que es coneix com a material tipus, es troba conservat a les col·leccions del Museu Mineralògic Fersmann de l'Acadèmia Russa de les Ciències, a Moscou (Rússia), amb el número de catàleg: 5032/1.

## Formació i jaciments
Va ser descoberta a la fumarola Arsenàtnaia, al segon con d'escòria de l'avanç nord de la gran erupció fissural del volcà Tolbàtxik, a l'óblast de Kamtxatka, Rússia. Es tracta de l'únic indret en tot el planeta on ha estat descrita aquesta espècie mineral.